# Міжнародна торговельна палата
Міжнародна торгова палата (МТП) (англ. International Chamber of Commerce, ICC)) — світова організація бізнесу, яка має на меті підтримку й розвиток міжнародної торгівлі й глобалізації. Членами МТП є понад 6,5 мільйонів компаній, бізнес-асоціацій та торгово-промислових палат світу. МТП має національні комітети у 91 країні світу. 

## Основні напрями діяльності
Основні напрями діяльності ICC — розроблення правил, міжнародний арбітраж і вираження позицій бізнесу.
Компанії, що входять до складу ICC, є безпосередніми учасниками міжнародного бізнесу. Міжнародна торгова палата розробляє правила, що регулюють світову торгівлю. Хоча ці правила є добровільними, бізнесмени щодня дотримуються їх у численних ділових операціях, і ці правила становлять основу міжнародної торгівлі.
ICC також надає послуги, зокрема, через Міжнародний арбітражний суд ICC — провідну арбітражну установу світу. Ще одна послуга — Світова Федерація Торгових Палат, міжнародна мережа торгово-промислових палат, яка відповідає за взаємодію та обмін досвідом між палатами.

## Український національний комітет Міжнародної торгової палати
Український національний комітет Міжнародної торгової палати (англ. ICC Ukraine) є єдиною організацією, яка представляє Міжнародну торгову палату в Україні.
Керівництво ICC Ukraine:
- Щелкунов Володимир Ігорович — президент ICC Ukraine.
- Кожанов Олексій Сергійович — Генеральний секретар.

## Історія
МТП була заснована у 1919 й мала на меті слугувати світовому бізнесу через розвиток торгівлі й інвестицій, відкритого ринку товарів і послуг, вільного руху капіталу. Міжнародний секретаріат МТП було розміщено в Парижі, і Міжнародний Арбітражний суд МТП було засновано в 1923 році. Зараз мережа МТП включає суб'єктів з понад 130 країн.

## Інкотермс
Власне для розв'язання проблем, які можуть виникнути з нечітким прописанням у контрактах відповідальності сторін, Міжнародна торгова палата опублікувала у 1936 році перше зведення міжнародних правил для точного тлумачення торгових термінів. Ці правила стали відомі, як «Incoterms». Поправки й доповнення були пізніше зроблені у 1953, 1967, 1976, 1980, 1990, 2000, 2010, 2020 роках. Остання версія набула чинності 1 січня 2020 року. Основною причиною редакцій цих правил була необхідність приведення їх у відповідність до сучасної комерційної практики.
Випуск журнала «Україна по-арабськи — Економічний вісник»
Перший в Україні економічний арабомовний журнал «Україна по-арабськи — Економічний вісник» виходить за підтримки ICC Ukraine
В Україні з успіхом випускається перший в країні арабомовний економічний журнал «Україна по-арабськи — Економічний вісник», що спрямований на розвиток економічних відносин нашої держави з арабськими країнами. Світ побачив вже два випуски згаданого видання: перший у вересні 2018-го, другий — у лютому 2019 року.
Журнал з успіхом[ненейтрально] був представлений на різних виставках, у тому числі в Абу-Дабі на IDEX-2019, та Дубаї на Gulfood в лютому 2019 року, а також на багатьох дипломатичних прийомах та бізнес-форумах[джерело?]. 
Журнал «Україна по-арабськи — Економічний вісник» підготовлено у рамках спільної діяльності, відповідно до укладеного Меморандуму про співробітництво між Асоціацією «Український національний комітет Міжнародної торгової палати» (ICC Ukraine) та ЗМІ «Україна по-арабськи» (Ukraine in Arabic).

## Виноски
1. 1 2  Архів преси XX століття — 1908.
2. ↑  https://www.icao.int/about-icao/Pages/Invited-Organizations.aspx
3. ↑  https://www.fao.org/connect-private-sector/search/detail/en/c/1480480/
4. ↑  International Chamber of Commerce. Архів оригіналу за 12 червня 2010.
5. ↑  Український національний комітет міжнародної торгової палати. Архів оригіналу за 1 квітня 2022. Процитовано 27 квітня 2022.
6. ↑  About ICC. Архів оригіналу за 10 листопада 2016.
7. ↑  Україна по-арабськи. Україна по-арабськи (англ.). Процитовано 21 жовтня 2023.